# Polyortha symphyla
Polyortha symphyla es una especie de polilla de la familia Tortricidae. Se encuentra en Bolivia.